# Megachile brooksi
Megachile brooksi är en biart som beskrevs av Gregory B. Pauly 2001. Megachile brooksi ingår i släktet tapetserarbin, och familjen buksamlarbin. Inga underarter finns listade i Catalogue of Life.